# Феліпе Сегундо Гусман
Феліпе Сегундо Гусман (ісп. Felipe Segundo Guzmán; 17 січня 1879 — 16 червня 1932) — болівійський політичний діяч, тимчасово виконував обов'язки президента упродовж 11 місяців з вересня 1925 до серпня 1926 року.

## Біографія
Народився в місті Ла-Пас. Професор університету й науковець, виступав за викладання іспанською для корінних жителів країни. Згодом став сенатором і головою Сенату.
Коли президент Сааведра (1921—1925) вирішив продовжити термін свого перебування на посту глави держави, скасувавши вибори 1925 року, масові протести змусили його залишити пост. Сааведра пішов на такий крок, усвідомлюючи, що Конгрес, яким керувала його Республіканська партія призначить тимчасовим президентом особу, яка буде слухняно виконувати його вказівки. Конгрес у свою чергу обрав на цю роль голову Сенату, Феліпе Сегундо Гусмана, який склав присягу 3 вересня 1925 року. Перед ним було поставлено завдання щодо організації упродовж року нових президентських виборів. Він виконав завдання, а на виборах перемогу здобув Ернандо Сілес Реєс, який замінив Гусмана на посту президента 10 січня 1926 року.
Феліпе Сегундо Гусман помер в Ла-Пасі 16 червня 1932, у віці 53 року.